# 吉布提港

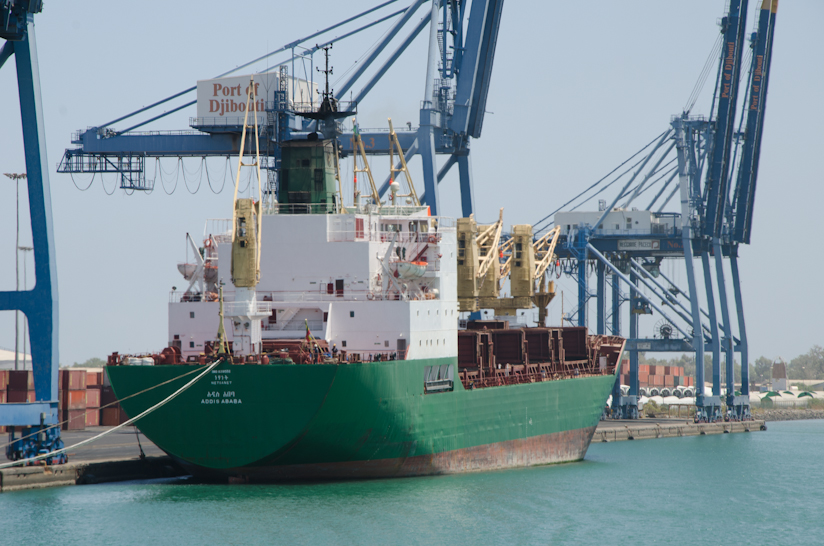
一艘埃塞俄比亞籍貨船停泊在吉布提港

吉布提港（法語：Port de Djibouti）位於吉布提首都吉布提市，地理位置優越，位於世界上最繁忙的航運路線之一的十字路口，連接歐洲、遠東、非洲之角和波斯灣。該港口是重要的加油和轉運中心，是進出鄰國埃塞俄比亞的主要海上出口。該港口有70％的貨物往返埃塞俄比亞，佔埃塞俄比亞外貿的95％以上；2017年連接吉布地與衣索比亚首都阿迪斯阿貝巴的亞吉鐵路通車，貨運列車可向北延伸到吉布地港周遭的多拉勒港。
該港口在亞丁灣的戰略位置使其成為大國的重要軍事基地，美國、法國海軍均有駐軍在此，中華人民共和國海軍則於周遭的多拉勒港設有中國人民解放軍駐吉布地保障基地。

## 外部連結
- 吉布提港口和自由區管理局